# Castillo lineal

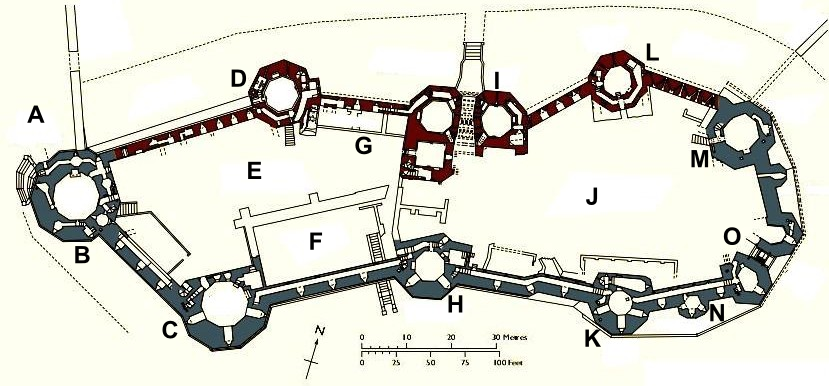
Plano del castillo de Caernarfon. Las cortinas y torres al sur (línea azul) fueron construidas entre 1283 y 1292, las al norte (línea roja) entre 1295 y 1323.

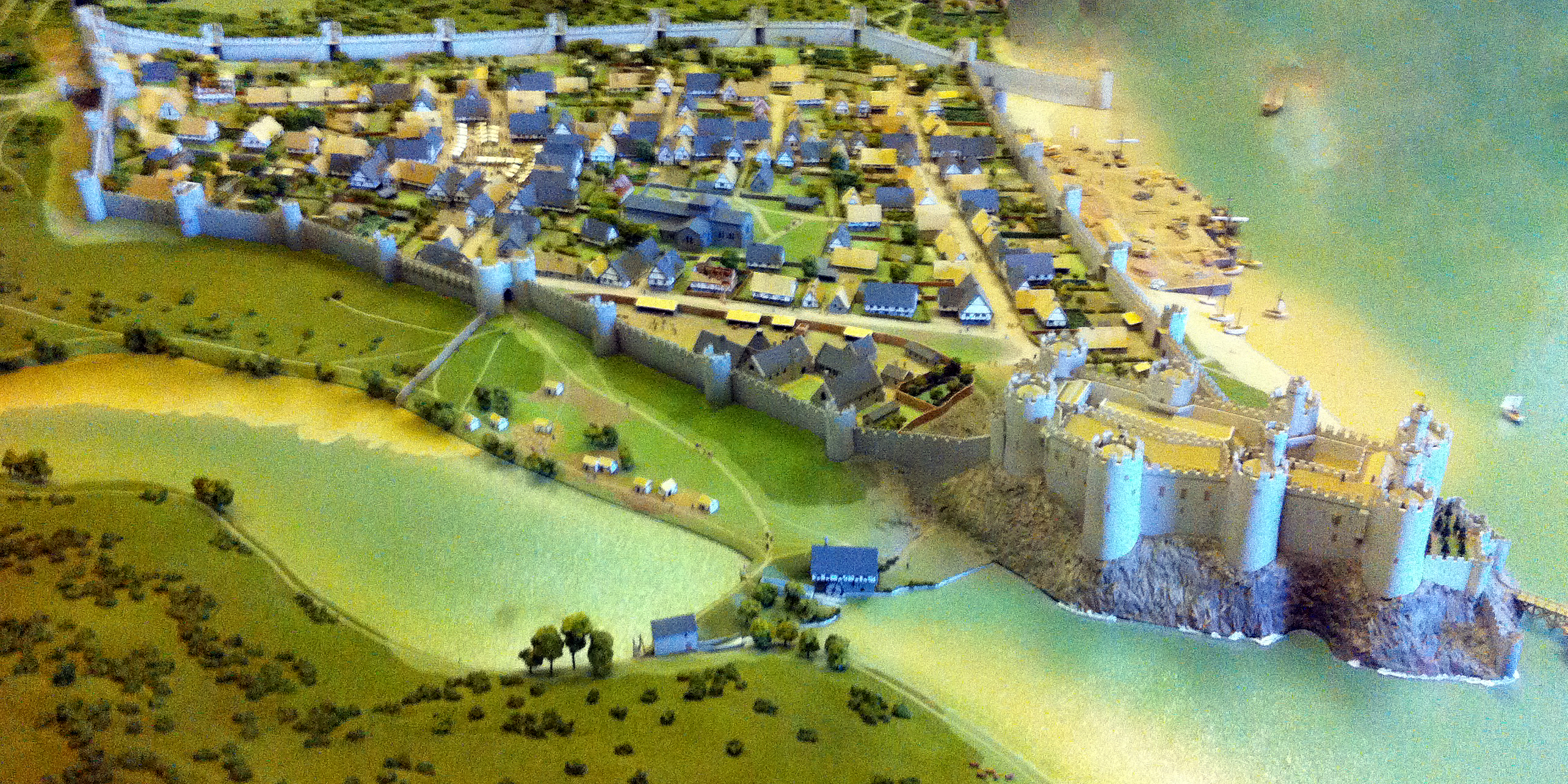
Maqueta del castillo de Conwy a finales del siglo XIII

El castillo lineal es un tipo de fortificación con planta lineal, típicamente construido donde la orografía no permitía el emplazamiento de un castillo concéntrico. Ejemplos incluyen los castillos de Caernarfon o Conwy, construidos sobre peñones o espolones, o por estar ubicado en la orilla de un río, como en el caso del castillo de Newport, o un islote, como es el caso del castillo de Pembroke.
En caso de una ataque, su disenó permitía a la guarnición concentrarse para defender un único punto de acceso.
Se discute si el desarrollo del castillo linear fuera una simple adaptación al terreno el torreón normando o si se trata de una influencia directa de la arquitectura militar islámica y armenia encontrada por los cruzados.